# تومازو د پرا
تومازو دِ پرا (ایتالیایی: Tommaso de Pra؛  ‏ تلفظ ایتالیایی: [tomˈmaːzo]؛ ‏ زادهٔ ۱۶ دسامبر ۱۹۳۸) دوچرخه‌سوار اهل ایتالیا است.